# Israpafant
L’israpafant (Y-24180) è un farmaco che agisce come un antagonista selettivo per il recettore del fattore di attivazione delle piastrine, ed è stato originariamente sviluppato per il trattamento dell'asma. 
La sua struttura chimica è una tienotriazolodiazepina, strettamente correlata al sedativo derivato delle benzodiazepine etizolam. Tuttavia israpafant si lega molto più strettamente al recettore del fattore attivante le piastrine, con una IC50 di 0,84 nM per inibire l'aggregazione piastrinica umana indotta da PAF (rispetto alla IC50 di etizolam di 998 nM a questo bersaglio), mentre si lega solo debolmente ai recettori delle benzodiazepine, con un Ki di 3680 nM. È stato scoperto che Israpafant inibisce l'attivazione delle cellule eosinofile, e di conseguenza ritarda lo sviluppo delle risposte immunitarie. È stato anche dimostrato che possiede proprietà anti-nefrotossiche e mobilita il trasporto del calcio.